# Uljaste (Sonda)
Koordinaten: 59° 22′ N, 26° 58′ O
Uljaste ist ein Dorf (estnisch küla) in der Landgemeinde Sonda (Sonda vald). Es liegt im Kreis Ida-Viru (Ost-Wierland) im Nordosten Estlands.

## Beschreibung und Geschichte
Das Dorf hat 15 Einwohner (Stand 1. Januar 2009). Es liegt nordwestlich des Dorfes Sonda.
Uljaste wurde erstmals 1468 urkundlich erwähnt. Eine Dorfschule existierte in Uljaste von 1885 bis 1921.
Bei Naturfreunden beliebt ist der Uljaste-See (Uljaste järv). Er hat eine Fläche von 63 Hektar.  Die größte Tiefe liegt bei 5,6 Metern. Westlich grenzt an den See das Moor von Uljaste (Uljaste soo). In der Nähe befinden sich die beiden Seen Mädajärv (2,6 Hektar) und Saarjärv (0,5 Hektar).
In den 1920er Jahren war der nach Estland emigrierte russische Dichter Igor Sewerjanin (1887–1941) häufiger Feriengast in Uljaste.